# Madagaskarstare
Madagaskarstare (Hartlaubius auratus) är en fågel i familjen starar inom ordningen tättingar.

## Utseende och läte
Madagaskarstaren är en slank, mörkbrun stare. Hanen är mustigt brun, honan ljusare och gråare. Båda könen har en stor vit vingfläck som syns väl på flygande fågel. Lätet är ett enkelt "pu-leet" som ofta avges i flykten.

## Utbredning och systematik
Arten förekommer i skogar på Madagaskar. Den placeras som ensam art i släktet Hartlaubius och behandlas som monotypisk, det vill säga att den inte delas in i några underarter. Tidigare placerades den i släktet Saroglossa tillsammans med fläckvingad stare, men DNA-studier visar att de inte är nära släkt.

## Levnadssätt
Madagaskarstaren är vanligast i regnskog, men kan också ses i torrare lövskog, galleriskog, buskmarker och plantage. Den ses vanligen eller i småflockar, ofta kring fruktbärande träd.

## Status och hot
Arten har ett stort utbredningsområde, men tros minska i antal, dock inte tillräckligt kraftigt för att den ska betraktas som hotad. Internationella naturvårdsunionen IUCN listar arten som livskraftig (LC).

## Namn
Fågelns vetenskapliga släktnamn hedrar hedrar den tyske ornitologen Gustav Hartlaub (1814–1900).